# Dicyphini
Tribu
Les Dicyphini sont une tribu d'insectes hémiptères hétéroptères (punaises) de la sous-famille des Bryocorinae (famille des Miridae). 

## Taxonomie
Ce taxon est créé par l'entomologiste finlandais Odo Morannal Reuter en 1883.

## Liste des sous-tribus
Cette tribu comprend les sous-tribus suivantes :
- Dicyphina Reuter, 1883
- Monaloniina Schuh, 1976
- Odoniellina Schuh, 1976